# SC-412
A SC-412, também conhecida como Rodovia Jorge Lacerda, é uma rodovia de ligação que interliga o município de Itajaí, a partir da BR-101, com o município de Blumenau, passando por Ilhota e Gaspar, todos localizados na região do Vale do Itajaí, numa extensão de aproximadamente 40 km. Foi a primeira rodovia a ser asfaltada de Santa Catarina.
Em novembro de 2019 foi aberta uma licitação prevista em 2 milhões de reais, com o objetivo de revitalização da rodovia.